# Boian Botevo
Boian Botevo (în bulgară Боян Ботево) este un sat în Obștina Mineralni Bani, Regiunea Haskovo, Bulgaria.

## Demografie
Componența etnică a satului Boian Botevo
     Bulgari (1,45%)
     Turci (89,94%)
     Nicio identificare (8,6%)
     Altele (0,43%)
La recensământul din 2011, populația satului Boian Botevo era de 686 locuitori. Din punct de vedere etnic, majoritatea locuitorilor (89,94%) erau turci, cu o minoritate de bulgari (1,45%). Pentru 8,6% din locuitori nu este cunoscută apartenența etnică.